# Louis Émile Gratia
Louis Émile Georges Gratia (né à Lunéville le 17 septembre 1878 et mort à Clichy le 31 octobre 1962) est un musicien, compositeur, musicologue, éditeur de musique et arrangeur musical français.
Il est le fils de Charles Louis Gratia (1815–1911), peintre français, qui a fait un portrait de Chopin (1838,,).